# Siri Hall Arnøy

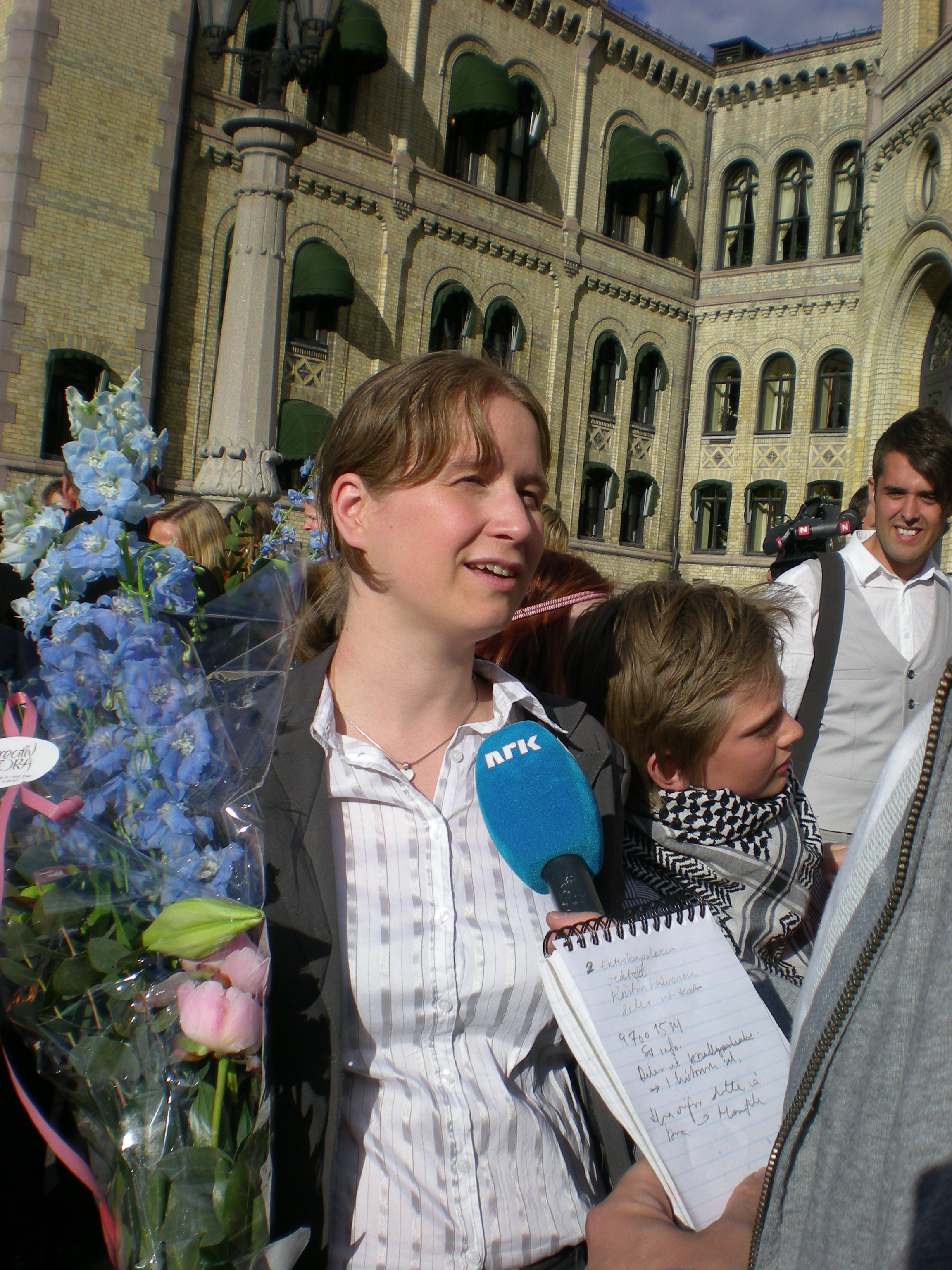
Siri Hall Arnøy (2008)

Siri Hall Arnøy (* 28. November 1978 in Oslo) ist eine norwegische Politikerin. Sie gehört der Sosialistisk Venstreparti (SV) an.
1998 war sie Vorsitzende der Jugendorganisation Sosialistisk Ungdom (SU) in der Provinz Akershus. Von 2001 bis 2005 war sie für Akershus Abgeordnete im Storting. Bei der Wahl 2005 verpasste sie den erneuten Einzug. Von Oktober 2005 bis Januar 2006 war sie politische Beraterin im Finanzministerium.
Im Jahr 2005 heiratete sie Stine Helena Svendsen.
2012 promovierte sie an der Technisch-Naturwissenschaftlichen Universität Norwegens mit der Dissertation „The Hopeful Hydrogen: Scientists Advocating Their Matter of Concern“.